# Шарль I де Лален
Граф Шарль I де Лален (фр. Charles I de Lalaing, нидерл. Karel I van Lalaing; ок. 1466, Лилль — 18 июля 1525, Ауденарде) — государственный деятель Габсбургских Нидерландов.
Сын барона Жосса де Лалена и Бонны де Ла Вьевиль.
Сеньор д’Экорне, Эссеньи, Бракль, Экайон, Брюй, Триш, Мен и Сент-Обен, дуайен пэров Эно с 1509.
Посвящён в рыцари римским королём Максимилианом, после церемонии коронации в Ахене 9 апреля 1486, вместе с Гийомом де Кроем, сеньором де Шьевром, Югом де Мелёном, сеньором де Комоном, и другими сеньорами.
Советник и камергер Максимилиана Габсбурга, Филиппа Красивого и Карла V. В 1504 стал капитаном замка и верховным бальи города и шателении Ауденарде.
17 ноября 1505 на капитуле в Мидделбурге принят в рыцари ордена Золотого руна.
В 1521 принимал у себя в Ауденарде Карла V со всем его двором. Молодой император увлекся служанкой в доме Лалена Иоханной ван дер Гейнст; от этой связи родилась дочь, Маргарита Пармская.
В 1522 император возвел баронию Лален в ранг графства.
Эпитафия первому графу де Лалену, содержащаяся в рукописном сборнике «Espitaphes des Pays-Bas» в библиотеке Монса, сообщает, что он совершил «много вояжей, как во время войны, так и во время мира».

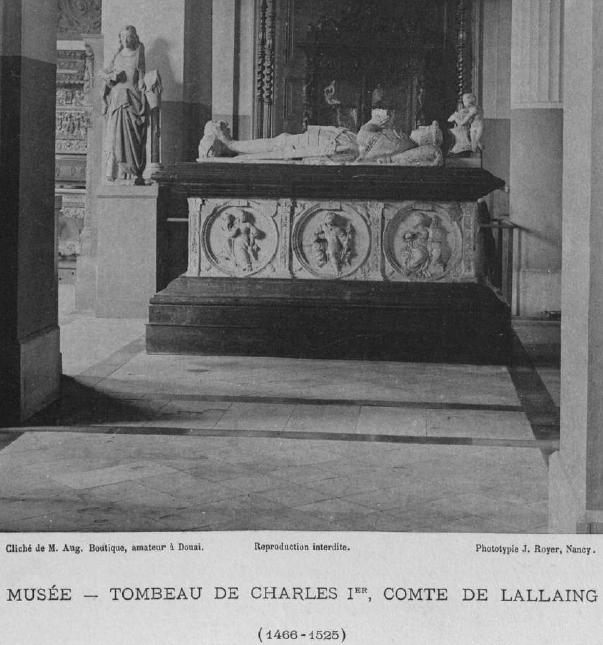
Надгробие Шарля I де Лалена в музее Дуэ

## Семья
Жена: Жаклин де Люксембург, дочь Жака I де Люксембурга, сеньора де Фиенна, и Марии де Берлемон.
Дети:
- Франсуа де Лален, ум. юным.
- Жак де Лален (ум. 25.10.1521). Умер по возвращении с осады Мезьера.
- Шарль II де Лален (ок. 1506 — 21.11.1558), граф де Лален. Жена 1) (30.08.1528): Мария Маргарита де Крой (1508—1540), дама де Ваврен, дочь Шарля де Кроя, принца де Шиме, и Луизы д’Альбре; 2) (ок. 1550): Мария де Монморанси (ум. 5.02.1570), дочь Жозефа де Монморанси, сеньора де Нивеля, и Анны ван Эгмонт.
- Анна де Лален. Канонисса в Монсе.
- Маргарита де Лален. Муж: бургграф Йост ван Монтфорт.
- Антуанетта де Лален (ок. 1507—1602). Муж (1535): барон Эрхарт ван Паллант, герр цу Кинцвейлер и фон Виттхем, сеньор ван Кулемборг (1510—1540).
- Филипп I де Лален (ок. 1510—30.06.1555), граф ван Хогстратен. Жена (28.01.1533): графиня Анна фон Ренненберг, дочь графа Вильгельма фон Ренненберга и Корнелии ван Кулемборг.